# 실리콘앨리

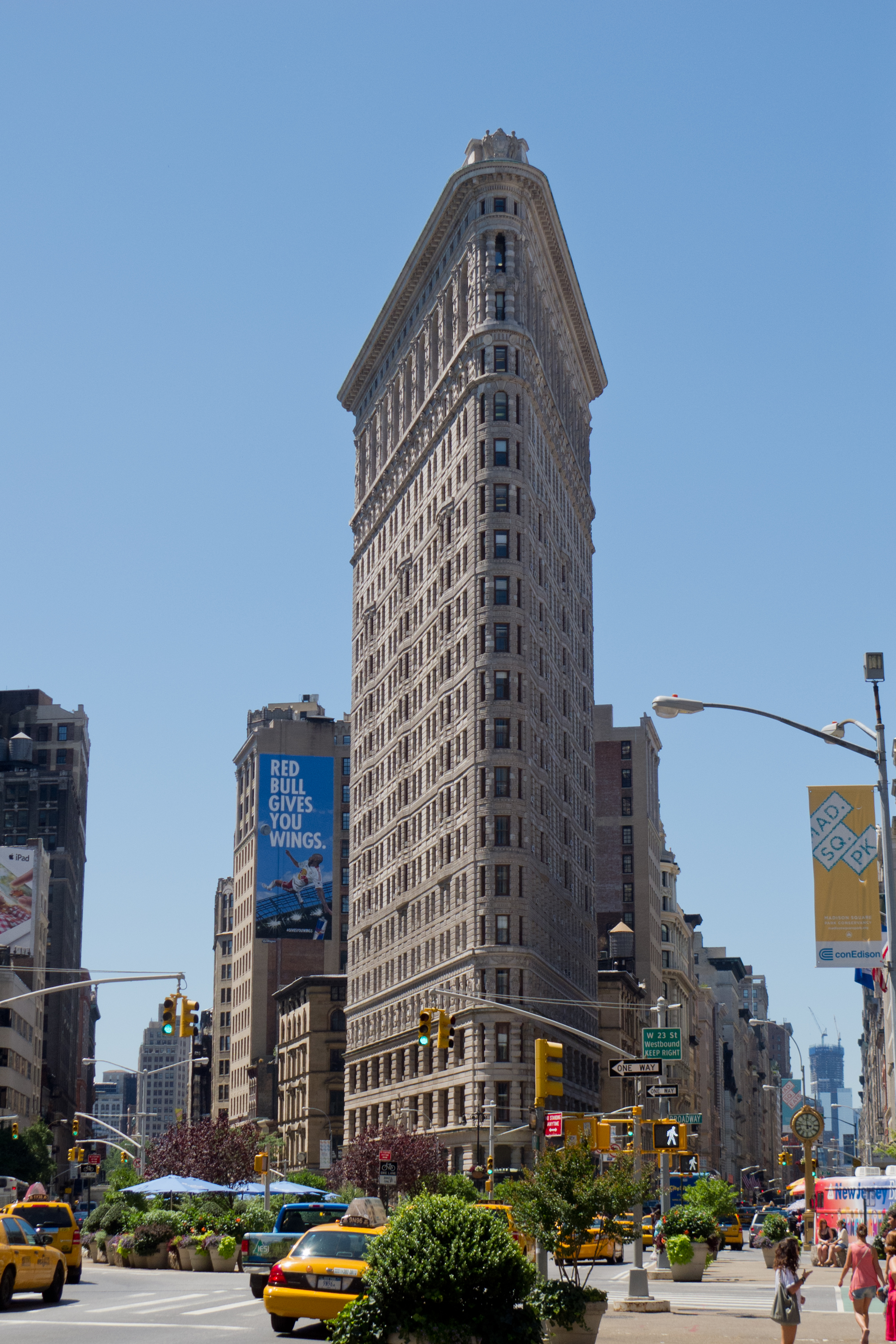

실리콘 앨리(Silicon Alley)는 미국 뉴욕 맨해튼에 위치한 뉴미디어 콘텐츠 업체 및 인터넷 콘텐츠 업체들이 밀집해있는 지역을 말한다. 디지털 신기술로 발달한 실리콘 밸리와는 다르게 뉴욕의 기존사업과 뉴미디어를 결합한 콘텐츠에 힘쓰고 있다.
1990년대 중반, 뉴욕의 경기가 전체적으로 침체되자 뉴욕 맨해튼 41번가 이남의 빈 사무실에 인터넷 관련 사업체들이 들어서면서 실리콘 앨리가 형성되었다.

## 같이 보기
- 실리콘 밸리